# Fawzia d'Egitto (1940-2005)
Fawzia d'Egitto (in arabo: الأميرة فوزية; Il Cairo, 7 aprile 1940 – Losanna, 27 gennaio 2005) è stata una principessa egiziana.

## Biografia

### Educazione
La principessa Fawzia nacque nel 1940 a Palazzo 'Abidin, quale seconda figlia di Fārūq I e della regina Farida. Prese il nome dalla zia paterna. Fece i suoi primi studi privatamente, per poi frequentare il collegio Grand Verger di Lutry, in Svizzera, dal 1954.
Parlava fluentemente in arabo, francese, inglese, italiano e spagnolo e si qualificò per lavorare come interprete. Frequentò anche lezioni di volo ottenendo il brevetto di pilota.

### Carriera e malattia

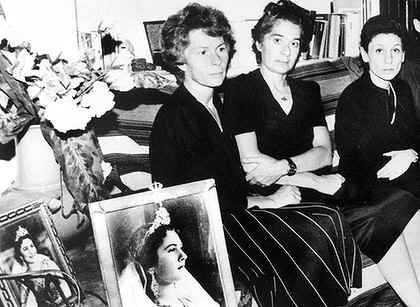
Le principesse Feryal, Fawzia e Fadia al funerale della madre nel 1988

Appassionata di immersione subacquea, lavorò in campo nautico raggiungendo il titolo di capitano, ma principalmente svolse la professione di interprete in Svizzera.
Nel 1995 le venne diagnosticata la sclerosi multipla, che la rese paralizzata. Morì un decennio più tardi al Centre hospitalier universitaire vaudois e venne tumulata nella Moschea di al-Rifa'i al Cairo.

## Titoli e trattamento
- 7 aprile 1940 - 27 gennaio 2005: Sua Altezza Reale, la principessa Fawzia d'Egitto

## Ascendenza
|                         |                     |                      | Genitori               |  |  | Nonni |  |  | Bisnonni       |  |  | Trisnonni      |  |
|                         |                     |                      |                        |  |  |       |  |  | Isma'il Pascià |  |  | Ibrāhīm Pascià |  |
|                         |                     |                      |                        |  |  |       |  |  | Isma'il Pascià |  |  | Ibrāhīm Pascià |  |
|                         |                     | Hoshiyar Qadin       |                        |  |  |       |  |  | Isma'il Pascià |  |  |                |  |
| Fu'ad I d'Egitto        |                     |                      |                        |  |  |       |  |  | Isma'il Pascià |  |  |                |  |
|                         |                     | Ferial Qadin         | …                      |  |  |       |  |  |                |  |  |                |  |
|                         |                     | Ferial Qadin         | …                      |  |  |       |  |  |                |  |  |                |  |
|                         |                     | Ferial Qadin         | …                      |  |  |       |  |  |                |  |  |                |  |
| Fārūq I d'Egitto        |                     | Ferial Qadin         |                        |  |  |       |  |  |                |  |  |                |  |
|                         |                     | Abdelrehim Sabri     | ...                    |  |  |       |  |  |                |  |  |                |  |
|                         |                     | Abdelrehim Sabri     | ...                    |  |  |       |  |  |                |  |  |                |  |
|                         |                     | Abdelrehim Sabri     | ...                    |  |  |       |  |  |                |  |  |                |  |
| Nazli Sabri             |                     | Abdelrehim Sabri     |                        |  |  |       |  |  |                |  |  |                |  |
|                         |                     | Tewfika Khanum Hanim | Muhammad Sharif Pascià |  |  |       |  |  |                |  |  |                |  |
|                         |                     | Tewfika Khanum Hanim | Muhammad Sharif Pascià |  |  |       |  |  |                |  |  |                |  |
|                         |                     | Tewfika Khanum Hanim | Nazli Hanim            |  |  |       |  |  |                |  |  |                |  |
| Fawzia d'Egitto         |                     | Tewfika Khanum Hanim |                        |  |  |       |  |  |                |  |  |                |  |
|                         | Ali Zulfikar Pascià | Youssef Bey Rasmi    |                        |  |  |       |  |  |                |  |  |                |  |
|                         | Ali Zulfikar Pascià | Youssef Bey Rasmi    |                        |  |  |       |  |  |                |  |  |                |  |
|                         | Ali Zulfikar Pascià | ...                  |                        |  |  |       |  |  |                |  |  |                |  |
| Youssef Zulfikar Pascià | Ali Zulfikar Pascià |                      |                        |  |  |       |  |  |                |  |  |                |  |
|                         |                     | Aziza Hanem          | Muhammad Mohyi Pascià  |  |  |       |  |  |                |  |  |                |  |
|                         |                     | Aziza Hanem          | Muhammad Mohyi Pascià  |  |  |       |  |  |                |  |  |                |  |
|                         |                     | Aziza Hanem          | ...                    |  |  |       |  |  |                |  |  |                |  |
| Safinaz Zulfikar        |                     | Aziza Hanem          |                        |  |  |       |  |  |                |  |  |                |  |
|                         |                     | Muhammad Said Pascià | ...                    |  |  |       |  |  |                |  |  |                |  |
|                         |                     | Muhammad Said Pascià | ...                    |  |  |       |  |  |                |  |  |                |  |
|                         |                     | Muhammad Said Pascià | ...                    |  |  |       |  |  |                |  |  |                |  |
| Zeinab Hanem            |                     | Muhammad Said Pascià |                        |  |  |       |  |  |                |  |  |                |  |
|                         |                     | ....                 | ...                    |  |  |       |  |  |                |  |  |                |  |
|                         |                     | ....                 | ...                    |  |  |       |  |  |                |  |  |                |  |
|                         |                     | ....                 | ...                    |  |  |       |  |  |                |  |  |                |  |
|                         |                     | ....                 |                        |  |  |       |  |  |                |  |  |                |  |